# Lycée normal suédois
Le Lycée normal suédois d'Helsinki (suédois : Svenska normallyceum, finnois : Ruotsalainen normaalilyseo) est une école située à Helsinki en Finlande. 94/5000À partir de 2016, Grundskolan Norsen (classes 5-9) travaille dans le bâtiment. L'école a été nettoyée en 2016.

## Histoire
L’école est créée sous l'impulsion de Johan Vilhelm Snellman.
De 1867 à 1872, le lycée a aussi un département en langue finnoise.
Jusqu'en 1974 l'école est réservée aux garçons mais à cette époque elle fusionne avec le lycée de filles pour former le lycée mixte suédois.
Le lycée a fonctionné de 1864 à 1977.

## Architecture
Le bâtiment conçu par Axel Hampus Dalström est construit en 1880 Unionsgatan dans le quartier de Gardesstad.